# Lekkoatletyka na Igrzyskach Panamerykańskich 1955
Lekkoatletyka na Igrzyskach Panamerykańskich 1955 – zawody lekkoatletyczne podczas igrzysk obu Ameryk odbywały się w Meksyku.

## Rezultaty
| CR – rekord igrzysk \| NR – rekord kraju      |
| AR – rekord kontynentu \| PB – rekord życiowy |

### Mężczyźni
| Konkurencja:                  | 1. miejsce                                                                        | Rezultat  | 2. miejsce                                                                      | Rezultat  | 3. miejsce                                                                        | Rezultat  |
| Bieg na 100 m                 | Rod Richard                                                                       | 10,3      | Mike Agostini                                                                   | 10,4      | Willie Williams                                                                   | 10,4      |
| Bieg na 200 m                 | Rod Richard                                                                       | 20,7      | Charles Thomas                                                                  | 21,3      | José da Conceição Mike Agostini                                                   | 21,4      |
| Bieg na 400 m                 | Louis Jones                                                                       | 45,4      | Jim Lea                                                                         | 45,6      | Jesse Mashburn                                                                    | 46,3      |
| Bieg na 800 m                 | Arnie Sowell                                                                      | 1:49,7    | Lonnie Spurrier                                                                 | 1:50,0    | Ramón Sandoval                                                                    | 1:52,4    |
| Bieg na 1500 m                | Juan Miranda                                                                      | 3:53,2    | Wes Santee                                                                      | 3:53,2    | Fred Dwyer                                                                        | 3:55,8    |
| Bieg na 5000 m                | Osvaldo Suárez                                                                    | 15:30,6   | Horace Ashenfelter                                                              | 15:31,4   | Jaime Correa                                                                      | 15:39,2   |
| Bieg na 10 000 m              | Osvaldo Suárez                                                                    | 32:42,6   | Vicente Sánchez                                                                 | 33:00,4   | Jaime Correa                                                                      | 33:42,6   |
| Maraton                       | Mateo Flores                                                                      | 2:59:09,2 | Onésimo Rodríguez                                                               | 3:02:21,6 | Luis Velásquez                                                                    | 3:05:25,2 |
| Bieg na 110 m przez płotki    | Jack Davis                                                                        | 14,3      | Keith Gardner                                                                   | 14,7      | Evaristo Iglesias                                                                 | 14,7      |
| Bieg na 400 m przez płotki    | Josh Culbreath                                                                    | 51,5      | Jaime Aparicio                                                                  | 51,8      | Wilson Carneiro                                                                   | 53,0      |
| Bieg na 3000 m z przeszkodami | Guillermo Solá                                                                    | 9:46,8    | Santiago Novas                                                                  | 9:50,4    | Eligio Galicia                                                                    | 9:54,2    |
| Sztafeta 4 × 100 m            | Stany Zjednoczone · Rod Richard · Willie Williams · Charles Thomas · John Bennett | 40,7      | Wenezuela · Guillermo Gutiérrez · Clive Bonas · Juan Leiva · Apolinar Solórzano | 41,2      | Meksyk · Sergio Higuera · Javier Souza · René Ahumada · Alberto Goya              | 41,5      |
| Sztafeta 4 × 400 m            | Stany Zjednoczone · Jesse Mashburn · Lonnie Spurrier · Jim Lea · Louis Jones      | 3:07,2    | Jamajka · Allan Moore · Richard Stick · Keith Gardner · Melville Spence         | 3:12,5    | Wenezuela · Juan Leiva · Guillermo Gutiérrez · Evaristo Edie · Apolinar Solórzano | 3:15,6    |
| Skok wzwyż                    | Ernie Shelton                                                                     | 2,01      | Herman Wyatt                                                                    | 2,01      | José da Conceição                                                                 | 1,91      |
| Skok o tyczce                 | Bob Richards                                                                      | 4,50      | Bobby Smith                                                                     | 4,30      | Donald Laz                                                                        | 4,30      |
| Skok w dal                    | Rosslyn Range                                                                     | 8,03      | John Bennett                                                                    | 8,01      | Ary de Sá                                                                         | 7,84      |
| Trójskok                      | Adhemar Ferreira da Silva                                                         | 16,56     | Asnoldo Devonish                                                                | 16,13     | Víctor Hernández                                                                  | 15,60     |
| Pchnięcie kulą                | Parry O’Brien                                                                     | 17,59     | Fortune Gordien                                                                 | 15,98     | Marty Engel                                                                       | 14,62     |
| Rzut dyskiem                  | Fortune Gordien                                                                   | 53,10     | Parry O’Brien                                                                   | 51,07     | Hernán Haddad                                                                     | 47,14     |
| Rzut młotem                   | Bob Backus                                                                        | 54,91     | Marty Engel                                                                     | 53,36     | Elvio Porta                                                                       | 51,45     |
| Rzut oszczepem                | Franklin Held                                                                     | 69,77     | Ricardo Héber                                                                   | 66,15     | Reinaldo Oliver                                                                   | 65,56     |
| Dziesięciobój                 | Rafer Johnson                                                                     | 6994 pkt  | Bob Richards                                                                    | 6886 pkt  | Hernán Figueroa                                                                   | 5740 pkt  |

### Kobiety
| Konkurencja:              | 1. miejsce                                                                      | Rezultat | 2. miejsce                                                                       | Rezultat | 3. miejsce                                                             | Rezultat |
| Bieg na 60 m              | Bertha Díaz                                                                     | 7,5      | Isabelle Daniels                                                                 | 7,6      | Mabel Landry                                                           | 7,6      |
| Bieg na 100 m             | Barbara Jones                                                                   | 11,5     | Mae Faggs                                                                        | 11,8     | María Luisa Castelli                                                   | 12,0     |
| Bieg na 80 m przez płotki | Eliana Gaete                                                                    | 11,7     | Bertha Díaz                                                                      | 11,8     | Wanda dos Santos                                                       | 11,8     |
| Sztafeta 4 × 100 m        | Stany Zjednoczone · Barbara Jones · Isabelle Daniels · Mae Faggs · Mabel Landry | 47,0     | Argentyna · Gladys Erbetta · María Luisa Castelli · Lilián Buglia · Lilián Heinz | 47,2     | Chile · Elda Selamé · Eliana Gaete · Teresa Venegas · Betty Kretschmer | 49,3     |
| Skok wzwyż                | Mildred McDaniel                                                                | 1,68     | Deyse de Castro                                                                  | 1,59     | Verneeda Thomas                                                        | 1,59     |
| Rzut dyskiem              | Ingeborg Pfüller                                                                | 43,19    | Isabel Avellán                                                                   | 40,06    | Alejandrina Herrera                                                    | 38,00    |
| Rzut oszczepem            | Karen Anderson                                                                  | 49,15    | Estrella Puente                                                                  | 43,43    | Amelia Wershoven                                                       | 43,06    |

## Klasyfikacja medalowa
| Klasyfikacja medalowa | Klasyfikacja medalowa | Klasyfikacja medalowa | Klasyfikacja medalowa | Klasyfikacja medalowa | Klasyfikacja medalowa |
| Miejsce               | państwo               | Złoto                 | Srebro                | Brąz                  | Razem                 |
| --------------------- | --------------------- | --------------------- | --------------------- | --------------------- | --------------------- |
| 1                     | Stany Zjednoczone     | 20                    | 14                    | 8                     | 42                    |
| 2                     | Argentyna             | 4                     | 3                     | 2                     | 9                     |
| 3                     | Chile                 | 2                     | 1                     | 6                     | 9                     |
| 4                     | Brazylia              | 1                     | 1                     | 5                     | 7                     |
| 5                     | Kuba                  | 1                     | 1                     | 3                     | 5                     |
| 6                     | Gwatemala             | 1                     | 0                     | 1                     | 2                     |
| 7                     | Meksyk                | 0                     | 2                     | 2                     | 4                     |
| 8                     | Wenezuela             | 0                     | 2                     | 1                     | 3                     |
| 9                     | Jamajka               | 0                     | 2                     | 0                     | 2                     |
| 10                    | Trynidad i Tobago     | 0                     | 1                     | 1                     | 2                     |
| 11                    | Urugwaj               | 0                     | 1                     | 0                     | 1                     |
| .                     | Kolumbia              | 0                     | 1                     | 0                     | 1                     |
| 13                    | Portoryko             | 0                     | 0                     | 1                     | 1                     |
| Razem                 | Razem                 | 29                    | 29                    | 30                    | 88                    |